# Друштво Српска мајка
Друштво Српска мајка била је социјално-хуманитарна установа, која је основана 16. априла 1911. године у Београду. Друштво је имало задатак да упути мајке о нези и хигијени деце и на тај начин смањи морталитет деце, као и да материјално помаже сиромашне мајке и њихову децу, а нарочито породиље. Идеју за оснивање друштва дао је доктор Јован Јовановић, акушер и Даринка Панић, која је била председница друштва и неуморно радила у корист друштва све до своје смрти.

## Рад друштва
У почетку је одбор друштва обилазио по кућама сиромашне родитеље и давао им хигијенске поуке, помоћ у новцу и рубље за одојчад, као и најпотребније намирнице. Балкански ратови и Први светски рат омели су рад друштва, али се после ратова потреба за њим само увећала, па је оно обновило свој рад. 
Дечја лекарка Надежда Станојевић је 1921. године у споразуму са др Јованом Јовановићем оснива Диспанзер за мајку и дете, у једном делу државне болнице при акушерском одељењу и ту су чланице помагале докторима и замењивале стручну сестру. Рад диспанзера је напредовао, али је после смрти др Јовановића морао да се исели из болнице и рад је био обустављен. Захваљујући помоћи Министарства социјалне политике и народног здравља поново је отворен 1924. године, а лекаре и станарину плаћало је министарство.
Да би се што више заштитила новорођенчад Српска мајка оснива 1925. године Хигијенску колевку, а нешто касније и Обданиште. У априлу исте године краљица Марија примила је обданиште под своју високу заштиту, а касније и кнегиња Олга. У присуству краљице освећено је обданиште на празник Материце 1926. године и том приликом дарована су деца и прослављен овај празник.
До 1933. године кроз Колевку и Обданиште прошло је више од 700 деце. Српска мајка је увек посебну пажњу обраћала на децу без родитеља и новорођенчад, због тога отвара пододборе у Нишу, Скопљу и другим местима. Главна управа је увек у вези са пододборима и даје им упутства за рад, а неке материјално помаже месечном помоћи. Сви пододбори Српске мајке имали су диспанзере, неки и обданишта или ђачку трпезу. 
Када је министарство социјалне политике и народног здравља престало да плаћа кирију за диспанзер, управа је уложила много труда да дође до свог сопственог дома. Захваљујући поклонима и помоћи краљице Марије и кнегиње Олге, београдске општине и других установа, Српска мајка је 1927. године успела у овом науму. Зграда је била готова наредне године када се друштво и уселило у нови дом у Бранковој улици број 7 и Југ Богдановој број 6. У ове две зграде сместила је:
- Диспанзер и саветовалиште за мајку и дете, кроз који је годишње пролазило више од 2.000 деце, са око 10.000 бесплатних прегледа и консултација,
- диспанзер за преглед и лечење трудних жена
- диспанзер за преглед и лечење венеричних болести код мајке и детета

У диспанзеру су се вршиле и вакцинације деце, као и зрачење деце ултравиолетним зрацима. Ту се нису доводила само одојчад, већ и старија деца, која су као одојчад први пут дошла. Рад се толико развио да су се од 1932. године сваког дана доводила болесна деца, а два пута недељно по подне долазиле су мајке са здравом децом на саветовање и преглед. 
У дому Српска мајка радило је четири лекара и неколико стручних сестара, поред осталог особља. Постојала је и сестра посетиља, која је ишла по сиромашним кућама и едуковала мајке, нарочито породиље, о нези и исхрани деце. Српска мајка је ове жене помагала дајући им намирнице, рубље, новац и друге потрепштине. 
Српска мајка је 1933. године основала интернат за 50 детета, предшколског доба, која су била стара од 2 до 7 година, а све у жељи да их заштити од лошег утицаја улице, јер њихове мајке нису имале времена да се брину о њима. Кроз овај интернат прошло је више стотина деце и то су углавном била деца чија су оба родитеља морала да раде, како би их прехранила. Међутим, било је и деце државних и приватних чиновника, који су плаћали ове услуге.
Друштво Српска мајка је два пута годишње, на Врбицу и Материце, донирала одећу за преко 150 детета из сиромашних породица. На Спасовдан она даје награде и поклоне најбоље однегованој деци, која су изабрана конкурсом, а мајкама дели дипломе. 
Буџет овог друштва износио је 400.000 динара годишње, оно није имало никакву државну помоћ, осим од општине града Београда и свој буџет је одржавала уз помоћ добротвора и њихових прилога. Такође, велики приход је добијала од добротворне продаје, коју је приређивала једном годишње, под заштитом краљице Марије и почасним председништвом кнегиње Олге. На овом догађају друштво је успевало да сакупи и до 120.000 динара. Српска мајка имала је и специјални фонд за дизање летовалишта на мору за сиромашну децу до 10 година старости, а једно од честих места где су летовали била је Бања Ковиљача. 
Српска мајка се трудила да деца у њеном окружењу и под њеном заштитом буду весела и здрава, лепо васпитана и негована. Да осете родитељску топлину и да им ништа не недостаје. Ово друштво је својим радом опскрбило много деце, омогућило им да се правилно негују и школују и израсту у добре и поштене људе. Друштво је помогло и многим мајкама и породицама да своју децу прехране и однегују упркос лошем материјалном стању, које је било честа појава у овом периоду. 

## Пододбори друштва
Друштво Српска мајка имало је 20 пододбора и по редоследу отварања били су:
- Ниш - има диспанзер, саветовалиште, обданиште и свој дом
- Скопље - има диспанзер, саветовалиште, колевку и дом
- Јагодина - има обиман социјални рад
- Зајечар - има диспанзер и саветовалиште
- Пожаревац - има диспанзер и саветовалиште
- Алексинац - има диспанзер и свој дом
- Призрен - има диспанзер, саветовалиште и дом
- Битољ - има диспанзер и саветовалиште
- Лесковац - има обиман социјални рад
- Куманово - има диспанзер и саветовалиште
- село Љиг - има школску кухињу
- село Рековац - има социјални рад
- село Синошевић - има мало породилиште и саветовалиште за сељанке из целе Поцерине
- Велико Градиште - има диспанзер, саветовалиште и школску кухињу
- Бољевац - има диспанзер
- село Ратковић - има летње обданиште за сеоску децу и саветовалиште за прву помоћ
- Аранђеловац - има диспанзер
- село Вратарнице - има социјални рад и мали диспанзер
- Тетово - има диспанзер
- Земун - има диспанзер
- село Купиново - има диспанзер

Сваке године овим пододборима друштво је давало помоћ од добротворне продаје у износу од 1000 динара сваком. Неким пододборима је давана и редовна месечна помоћ и то по 200 динара пододбору у Битољу, Призрену, Синошевићу, Вратарницима, Земуну и Купинову, по 15о динара у Аранђеловцу и Тетову и 100 динара пододбору у Бољевцу.